# Peanuts® gallery
Peanuts® gallery is een compositie van de Amerikaanse Ellen Taaffe Zwilich.
Zij kreeg het verzoek tot het werk van Carnegie Hall voor een uitvoering door het Orpheus Chamber Orchestra. Deze voerde het werk dan ook als eerste uit op 22 maart 1997 met Albert Kim als solist. 
Charles M. Schulz was naast tekenaar ook verzot op klassieke muziek en maakte eind jaren 80 van de 20e eeuw kennis met de muziek van Zwilich door middel van een documentaire. Even later schreef Schulz Zwilich de strip Peanuts in. In de strip van 13 oktober 1990 woont Marcie een concert bij, waarbij het Fluitconcert van Zwilich op het programma staat. Peppermint Patty schreeuwt daarbij uit "Good going, Ellen".
Zwilich draaide de zaak om en schreef een muzikaal portret van zes verschillende personages uit de strip. Daarbij kwam ook een verwijzing naar Schroeders lievelingsmuziek, de Pianosonate nr. 29 van Ludwig van Beethoven, wel bekend onder Hammerklaviersonate.
Schulz was zo vereerd met het werk, dat hij op 16 maart 1997 Zwilich weer een dienst bewees, door haar opnieuw te noemen. Schroeder praat dan met Lucy over Peanuts® gallery.          
De uitgebeelde personages zijn:
1. Schroeder's Beethoven fantsay
2. Lullaby for Linus
3. Snoopy does the samba
4. Charlie Brown's lament
5. Lucy freaks out
6. Peppermint Patty and Marcie lead the parade

Zwilich schreef het werk voor piano en klein orkest
- piano
- 1 dwarsfluit, 2 hobo's, 2 klarinetten, 2 fagotten, 2 hoorns
- man/vrouw percussie
- violen, altviolen, celli, contrabassen

## Discografie
- Uitgave Naxos: Jeffrey Biegel (p), Florida State University Symphony Orchestra